# Ахаці Цема (воєвода мальборкський)
Ахаці (Акакій, Ахацій) Цема (*пол. Achacy Czema, нім. Achatius von Zehmen, бл. 1485 —22 травня 1565) — державний і військовий діяч, урядник, дипломат королівства Польського.

## Життєпис
Походив з німецького лицарського роду Цемен. Син Ніколауса фон Цемена, лицаря Тевтонського ордена, та Дороти фон Баусен. Народився близько 1485 року. Перейшов на службу до короля Польщі, змінивши прізвище на Цема. 1515 року виконував доручення Кшиштофа Шидловецького та краківського єпископа Пйотра Томіцького, що розробили план мирного договору з Австрійськими Габсбургами. Був членом Ради Королівської Пруссії від міста Прусська Голландія. З цього часу активно виступав за збереження автономного статусу Королівської Пруссії.
1517 року отримує посаду підкоморія мальборкського, а 1519 року — поморського. 1524 року призначається королівським комісаром у Гданську. В цей час переходить до лютеранства. 1523 році був послом Польщі на імперському рейхстазі в Нюрнбергу. По поверненню вів перемовини з Альбрехтом Гогенцоллерном, великим магістром Тевтонського ордену, результатом чого став Краківський мирний договір 1525 року, яким було дозволено секуляризація Тевтонського ордену. 1526 році Ахаці Цема отримує уряд мальборкського воєводи, на якому перебував до самої смерті. У 1531 році стає каштеляном Гданська. До 1540 року отримує староства штумське, члухувське, староградське, гневське.
1549 року очолив лютеран Королівської Пруссії проти наступу католиків. Домігся релігійних свобод для Гданська, Торуні і Ельблонга, активно сприяв перемозі Реформації в Пруссії. 1550 року був учасником весілля герцог Пруссії Альбрехта. Намагався забезпечити напівнезалежний статус герцогства Прусського і водночас захищав інтереси польського короля в Пруссії.
У 1552 році організував зустріч короля польського Сигізмунда II Августа та прусського герцога Альбрехта. В подальшому активно вів політику з приєднання Лівонського ордену до Королівства Польського. Брав участь у початковій стадій Лівонської війни. 1562 року був депутатом Пйотрікувського сейму, а у 1563—1564 роках — Варшавського сейму. В цей час внаслідок конфлікту з приводу збереження прав Королівської Пруссії втратив гневське, члухувське і староградське староства. Помер у 1565 році в Кенінгберзі. Поховано в Штумі.

## Родина
Дружина — Юстина Гелена Мерклігенраде
Діти:
- Крістоф
- Ахаці (д/н—1576), воєвода поморський
- Фабіан (1539,1540—1605), воєвода мальборкський
- Кетрін, дружина бургграфа Пітера фон Дона
- Анна
- Гелена
- Барбара
- Юстина
- Євфросинія